# Barrage de La Goule
Le barrage  de la Goule est un barrage-poids sur le cours du Doubs à la frontière entre la France et la Suisse situé au niveau des communes de Charmauvillers (côté France) et du Noirmont (côté Suisse). 

## Géographie
Le barrage est en grande partie constitué par le barrage naturel provoqué par un énorme éboulement intervenu dans la nuit du 17 au 18 octobre 1356 lors du violent séisme qui secoua la Haute-Alsace. Tout un pan de falaise rocheuse se décrocha et vint obstruer le cours du Doubs mais les eaux réussirent à se frayer un passage dans ce goulet qu'on appelle depuis la Goule.

## Histoire
Par  arrêté préfectoral du 26 novembre 1891, la France autorisait la Suisse à dériver les eaux françaises du Doubs pour la mise en œuvre d'une usine hydro-électrique d'une puissance de 2700 kilowatts. Cette centrale hydro-électrique fut commandée par la Société des Forces électriques de la Goule, fondée le 2 décembre 1893, et réalisée  par les architectes-entrepreneurs Rothacher et Cie, de Saint-Imier. Elle entre en activité au début de 1895 et devient la première station hydro-électrique sur le Doubs. En 1955, le barrage rocheux naturel utilisé jusque-là est rehaussé de 1,90 m en béton afin d'augmenter le volume du bassin de retenue.

## Données techniques
Le barrage de la Goule a une largeur d'environ 125m d'enrochement dont 41m de rehaussement en béton et il retient environ 520 000 m³ d'eau qui alimentent la centrale construite 600m en aval sur la rive droite, côté Suisse, à l'emplacement des anciens moulins Folletête. L'eau est acheminée à la centrale par une galerie d'amenée creusée dans la roche de 425 mètres de long qui se poursuit à ciel ouvert jusqu'à la conduite forcée créant un dénivelé brut de 28 mètres avant d'être turbinée au moyen de trois groupes turbine-alternateur. 

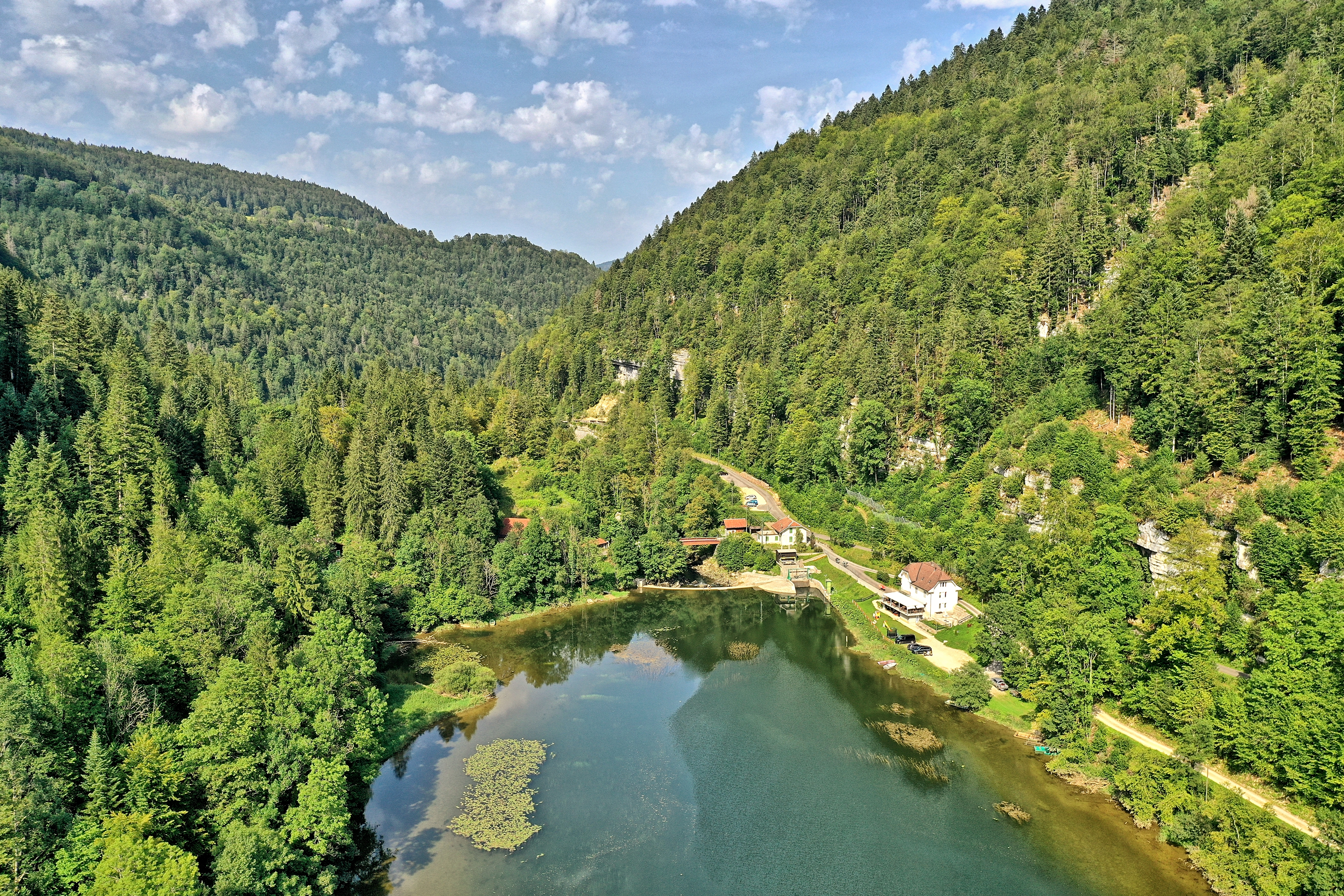
Vue générale du barrage.
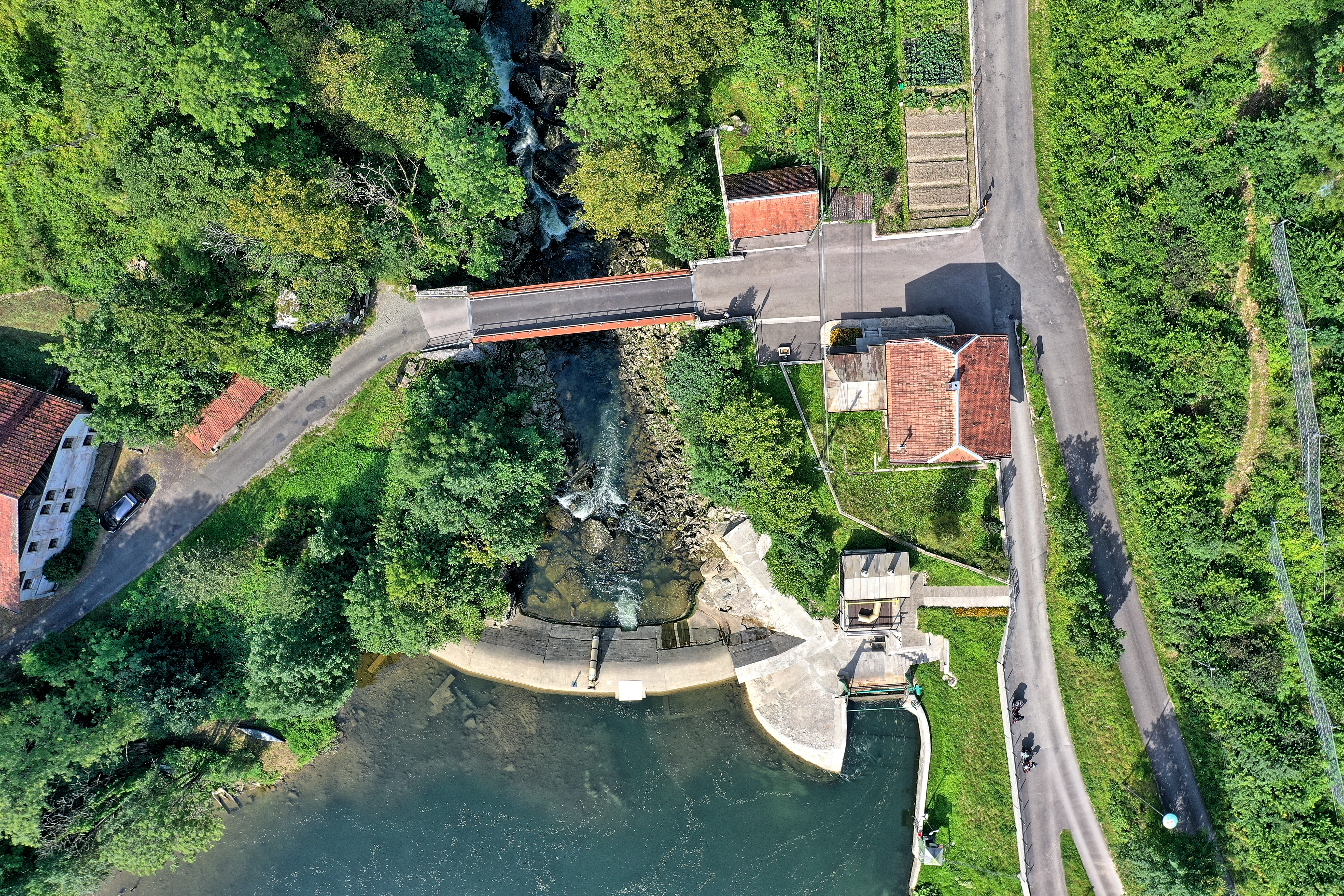
Le barrage et le pont franco-suisse (vue de dessus).
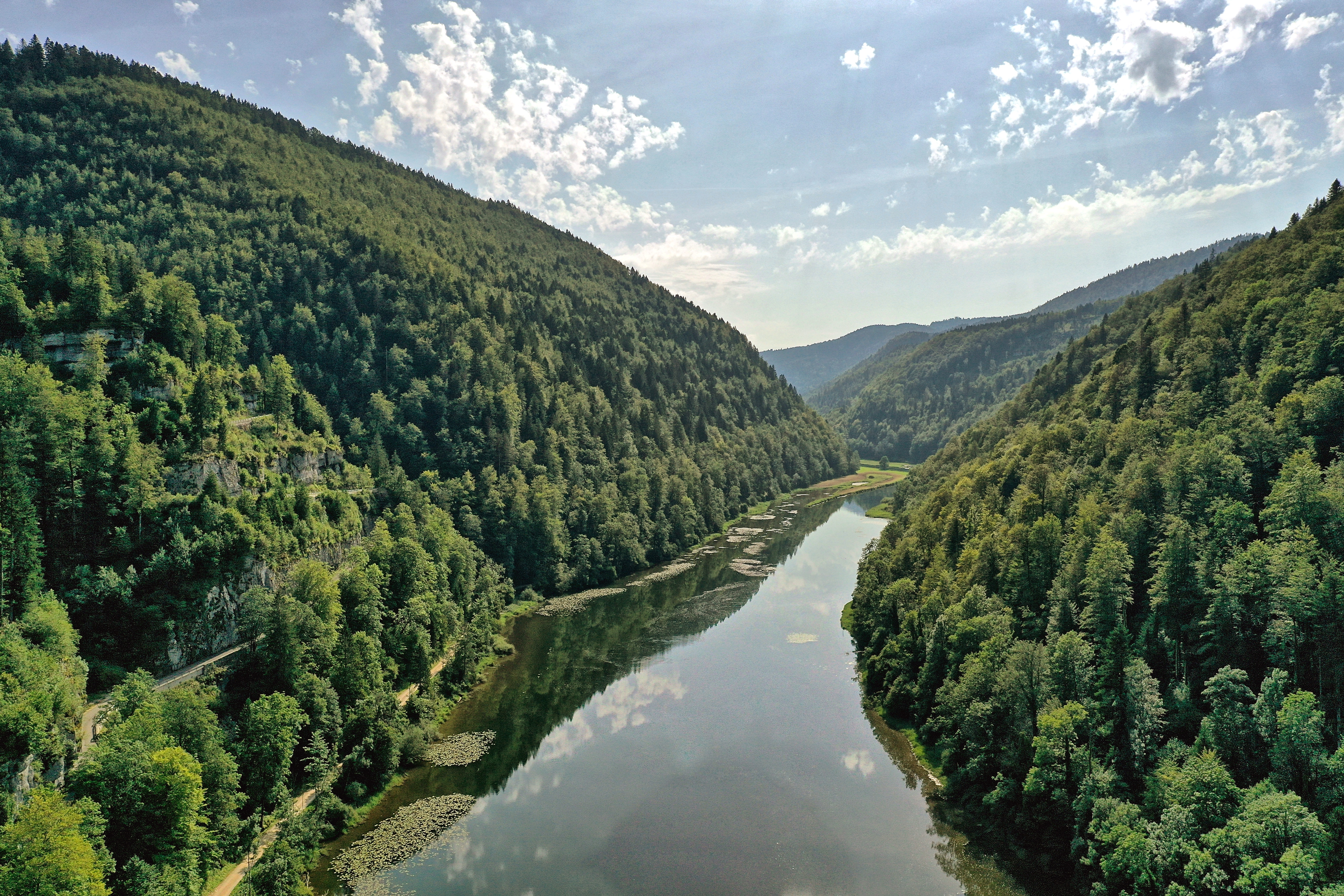
La retenue du barrage.